# Іто Ханае
Іто Ханае (18 січня 1985) — японська плавчиня.
Учасниця Олімпійських Ігор 2008, 2012 років.
Переможниця Пантихоокеанського чемпіонату з плавання 2006 року.